# Qazaqstan Kubogy 2013
La Qazaqstan Kubogy 2013 è la 22ª edizione della Coppa del Kazakistan. Il vincitore si qualifica per il primo turno di qualificazione per l'Europa League 2014-2015.

## Primo turno
| Squadra 1      | Risultato       | Squadra 2         |
| -------------- | --------------- | ----------------- |
| 10 aprile 2013 |                 |                   |
| Bolat          | 0 − 0 (4-3 dtr) | Atyrau            |
| Maqtaaral      | 0 − 2           | Ordabasy          |
| Laşın          | 1 − 2 (dts)     | Aqjaıyq           |
| Qyzyljar       | 0 − 3           | Taraz             |
| Oqjetpes       | 0 − 0 (3-4 dtr) | Qairat            |
| Ile-Säulet     | 1 − 2           | Vostok Óskemen    |
| Qyran          | 2 − 1           | Jetisý            |
| Bäýterek       | 1 − 9           | Aqtöbe            |
| Astana 1964    | 1 − 1 (2-4 dtr) | Tobyl             |
| Spartak Semeı  | 1 − 2 (dts)     | Qaisar            |
| Sunqar         | 4 − 0           | Ekibastuz         |
| Aq Bulaq       | 0 − 1           | CSKA Almaty       |
| Kaspıı         | 3 − 0           | Gefest            |
| BIIK Şımkent   | 2 − 3           | Shahter Qaraǵandy |

## Secondo turno
| Squadra 1         | Risultato       | Squadra 2      |
| ----------------- | --------------- | -------------- |
| 1º maggio 2013    |                 |                |
| Ordabasy          | 5 − 1           | Kaspıı         |
| Sunqar            | 1 − 1 (4-5 dtr) | Aqjaıyq        |
| Taraz             | 2 − 0           | Bolat          |
| Tobyl             | 6 − 2           | CSKA Almaty    |
| Qyran             | 0 − 1           | Aqtöbe         |
| Astana            | 4 − 0           | Vostok Óskemen |
| Ertis             | 2 − 0           | Qaisar         |
| 2 maggio 2013     |                 |                |
| Shahter Qaraǵandy | 2 − 1           | Qairat         |

## Quarti di finale
| Squadra 1      | Risultato   | Squadra 2         |
| -------------- | ----------- | ----------------- |
| 19 giugno 2013 |             |                   |
| Astana         | 1 – 2       | Shahter Qaraǵandy |
| Ertis          | 2 – 1       | Tobyl             |
| Taraz          | 3 – 0       | Aqjaıyq           |
| Aqtöbe         | 3 – 1 (dts) | Ordabasy          |

## Semifinali
| Squadra 1 | Totale | Squadra 2         | Andata | Ritorno |
| --------- | ------ | ----------------- | ------ | ------- |
| Taraz     | 1 – 0  | Aqtöbe            | 0 - 0  | 1 - 0   |
| Ertis     | 1 – 2  | Shahter Qaraǵandy | 1 - 0  | 0 - 2   |

## Finale
| Arbitro: | Kwçïn (Pavlodar) |

|  |           |                   |
|  | Marcatori | 53’ Khizhnichenko |